# Maksim Znak
Maksim Znak (* 4. září 1981, Minsk) je běloruský právník, člen vedení opoziční Koordinační rady.
Dne 6. září 2021 byl soudem v Minsku odsouzen k 10 letům odnětí svobody. Spolu s ním byla k 11letému vězení odsouzena další členka Koordinační rady Maryja Kalesnikavová.

## Život
Znak vystudoval právo na Běloruské státní univerzitě.
Znak i Kalesnikavová pracovali ve volebním štábu Viktara Babaryky, který se chtěl ucházet o úřad prezidenta Běloruska ve volbách v roce 2020. Úřady však jeho kandidaturu nakonec nepovolily. V červenci 2021 Babaryku běloruský nejvyšší soud odsoudil k trestu 14 let odnětí svobody pro údajnou korupci a praní špinavých peněz.
V srpnu 2020 se Znak stal členem vedení opoziční Koordinační rady, jejímž cílem je organizace přechodu k demokracii v zemi. Dne 9. září téhož roku byl odvlečen maskovanými lidmi a zatčen.
Dne 6. září 2021 byl soudem v Minsku odsouzen k 10 letům odnětí svobody. Spolu s ním byla k 11letému vězení odsouzena další členka Koordinační rady Maryja Kalesnikavová. Podle soudu se provinili spiknutím s cílem převzít moc, vyzýváním k akci zaměřené na poškození národní bezpečnosti a vytvořením nebo vedením extremistické skupiny.